# Annoncé

Annoncé, ook wel minivijfkamp, is een spelsoort (of eigenlijk combinatie van spelsoorten in één partij) in het carambolebiljart die vaak als ludieke afsluiting van het seizoen of jaar (in de kerstperiode) wordt gespeeld.
Een annoncé-partij wordt op één tafel gespeeld door twee of meer spelers die allemaal met dezelfde bal van acquit moeten gaan en daarmee verder spelen. De spelers moeten voor elke beurt van tevoren aangeven hoe ze de carambole willen maken. Ze hebben daarvoor meestal de keuze uit vier of vijf mogelijkheden: bijvoorbeeld een stoot zonder beperking, een librestoot, een directe stoot, een bandstoot, over rood, over wit, een losse bander, een tweebander, een driebander en een kikker (een directe stoot waarbij bal 2 en 3 de band ook niet mogen raken). Het gaat er daarbij vaak om welke speler als eerste een aantal (vaak vijf) van alle mogelijke caramboles heeft gemaakt.